# Marion Walsmann
Marion Erika Walsmann, née le 17 mars 1963 à Erfurt, est une femme politique allemande, membre de l'Union chrétienne-démocrate d'Allemagne (CDU).
Elle est juriste de formation, et a commencé à travailler du temps de l'Allemagne de l'Est, avant d'entrer dans la fonction publique du Thuringe. En 2004, elle est élue députée au Landtag, puis entre quatre ans plus tard au gouvernement en tant que ministre de la Justice, sous la direction de Dieter Althaus. À la suite de la déroute de la CDU aux élections régionales de 2009 et au remplacement d'Althaus par Christine Lieberknecht, qui forme une grande coalition, elle devient ministre des Finances. Dès l'année suivante, elle est nommée chef de la chancellerie régionale lors d'un remaniement ministériel, poste qu'elle quitte en 2013.

## Formation et carrière
Elle passe son Abitur à Erfurt en 1981, puis suit des études supérieures de droit à l'université de Leipzig, qu'elle achève quatre ans plus tard. Elle commence alors à travailler comme juriste pour le Kombinat Robotron, et intègre en 1986 l'administration municipale d'Erfurt, au sein de laquelle elle occupe un poste de juriste au département de l'Urbanisme.
Elle prend la tête du département juridique de la ville en 1990, et devient peu après chef de l'équipe « Justice » du comité politique consultatif pour le rétablissement du Land de Thuringe. À la suite de la réunification allemande, le Land est effectivement recréé et elle entre alors au ministère de la Justice, où elle sera notamment directrice de l'unité de droit constitutionnel, puis sous-directrice et directrice du personnel du département des prisons.

## Vie privée
De confession protestante, elle est mariée et mère de deux enfants. Toute la famille vit aujourd'hui dans le quartier de Hochheim, à Erfurt.

## Parcours politique

### Au sein de la CDU
En 1990, elle est élue présidente du groupe de travail des juristes chrétiens-démocrates de Thuringe, puis prend cinq ans plus tard la tête de la fédération de la CDU dans la ville-arrondissement d'Erfurt.

### Au niveau institutionnel
Elle siège à la Chambre du peuple de République démocratique allemande (RDA) comme députée représentant la CDU est-allemande de 1986 à 1990. Au cours de ce mandat, elle approuve notamment une résolution soutenant la répression des manifestations de la place Tian'anmen, déclarant désormais qu'il s'agissait « d'une mauvaise décision ».
Elle revient à la vie politique en 2004, lors de son élection au Landtag de Thuringe dans la circonscription d'Erfurt III. Nommée ministre de la Justice par Dieter Althaus le 8 mai 2008, elle échoue à sa réélection au scrutin uninominal lors des élections régionales du 30 août 2009 au profit du chef de file de Die Linke, Bodo Ramelow, qui l'emporte de 0,2 %, mais conserve son mandat parlementaire grâce au scrutin de liste. À compter du 29 septembre, elle assure la gestion des affaires courantes de son département ministériel.
Le 4 novembre 2009, Marion Walsmann est nommée ministre des Finances de Thuringe dans la grande coalition de Christine Lieberknecht. Lors du remaniement ministériel du 8 décembre 2010, elle est choisie pour devenir ministre des Affaires fédérales et européennes, et chef de la chancellerie régionale. Cependant, critiquant son manque de loyauté, la ministre-présidente la relève de ses fonctions le 24 septembre 2013.